# Lepetani
Lepetani este un sat din comuna Tivat, Muntenegru. Conform datelor de la recensământul din 2003, localitatea are 194 de locuitori (la recensământul din 1991 erau 221 de locuitori).

## Demografie
În satul Lepetani locuiesc 149 de persoane adulte, iar vârsta medie a populației este de 39,5 de ani (39,8 la bărbați și 39,2 la femei). În localitate sunt 67 de gospodării, iar numărul mediu de membri în gospodărie este de 2,90.
Populația localității este foarte eterogenă.
|  |

| Demografie | Demografie | Demografie |
| An         | Locuitori  | Locuitori  |
| ---------- | ---------- | ---------- |
|            |            |            |
|            |            |            |
|            |            |            |
|            |            |            |
| 1948       | 269        |            |
| 1953       | 289        |            |
| 1961       | 288        |            |
| 1971       | 243        |            |
| 1981       | 233        |            |
| 1991       | 221        | 218        |
| 2003       | 199        | 194        |

| \| Componența etnică conform recensământului din 2003[2] \| Componența etnică conform recensământului din 2003[2] \| Componența etnică conform recensământului din 2003[2] \| Componența etnică conform recensământului din 2003[2] \| Componența etnică conform recensământului din 2003[2] \| \| ----------------------------------------------------- \| ----------------------------------------------------- \| ----------------------------------------------------- \| ----------------------------------------------------- \| ----------------------------------------------------- \| \| \| \| \| \| \| \| Croați \| Croați \| \| 63 \| 32,47% \| \| Sârbi \| Sârbi \| \| 59 \| 30,41% \| \| Muntenegreni \| Muntenegreni \| \| 50 \| 25,77% \| \| Sloveni \| Sloveni \| \| 3 \| 1,54% \| \| Macedoneni \| Macedoneni \| \| 2 \| 1,03% \| \| Germani \| Germani \| \| 1 \| 0,51% \| \| Musulmani \| Musulmani \| \| 1 \| 0,51% \| \| necunoscută \| necunoscută \| \| 1 \| 0,51% \| |              |  |    |        |
| Componența etnică conform recensământului din 2003 |              |  |    |        |
| |              |  |    |        |
| Croați | Croați       |  | 63 | 32,47% |
| Sârbi | Sârbi        |  | 59 | 30,41% |
| Muntenegreni | Muntenegreni |  | 50 | 25,77% |
| Sloveni | Sloveni      |  | 3  | 1,54%  |
| Macedoneni | Macedoneni   |  | 2  | 1,03%  |
| Germani | Germani      |  | 1  | 0,51%  |
| Musulmani | Musulmani    |  | 1  | 0,51%  |
| necunoscută | necunoscută  |  | 1  | 0,51%  |